# 小行星7538
小行星7538（英語：7538 Zenbei）是一颗围绕太阳公转的小行星。1996年11月15日，小林隆男在大泉町发现了此天体，以江戶時代的望遠鏡製作者岩橋善兵衛（Zenbei）命名。
这颗小行星的绝对星等为198.9505858356436等。